# Pontiak
Pontiak je americká rocková hudební skupina, která vznikla v roce 2004 v oblasti Blue Ridge Mountain ve Virginii. Tvoří ji tři bratři Carneyové: Jennings (zpěv, baskytara, varhany), Van (zpěv, kytara) a Lain (bicí). Svou první nahrávku v podobě EP White Buffalo skupina vydala v roce 2005 a první studiové album následovalo o rok později. V roce 2008 skupina vydala EP Kale, na kterém spolupracovala se skupinou Arbouretum. Skupina několikrát vystupovala také v Česku.

## Diskografie
Studiová alba
- Valley of Cats (2006)
- Sun on Sun (2007)
- Maker (2009)
- Sea Voids (2009)
- Living (2010)
- Echo Ono (2012)
- Innocence (2014)